# Unidad Habitacional 31 ZM
Unidad Habitacional 31 ZM är en ort i Mexiko.   Den ligger i kommunen San Cristobal De Casas och delstaten Chiapas, i den sydöstra delen av landet, 800 km öster om huvudstaden Mexico City. Unidad Habitacional 31 ZM ligger 2 325 meter över havet och antalet invånare är 478.
Terrängen runt Unidad Habitacional 31 ZM är kuperad åt nordost, men åt sydväst är den bergig. Runt Unidad Habitacional 31 ZM är det tätbefolkat, med 459 invånare per kvadratkilometer. Närmaste större samhälle är San Cristóbal de las Casas, 10,5 km nordväst om Unidad Habitacional 31 ZM. I omgivningarna runt Unidad Habitacional 31 ZM växer i huvudsak städsegrön lövskog.